# Флаг Кокандской автономии
Флаг Кокандской (Туркестанской) автономии — являлся официальным символом Кокандской автономии (иногда используется название Туркестанская автономия). Использовался с ноября 1917 года, до февраля 1918 года.
Флаг автономии был утверждён 25 ноября (по Юлианскому календарю, в некоторых источниках дата приведена по новому стилю — 8 декабря) 1917 года, в четвёртом чрезвычайном Всетуркестанском краевом мусульманском съезде, на котором 27 ноября (по новому стилю — 10 декабря) 1917 года Туркестан был провозглашен «автономной территорией в составе Демократической Федеративной Российской Республики». На том съезде был избран Туркестанский Временный Народный Совет и Временное Правительство автономии. По предложению управляющего отделом внешних отношений Временного Народного Совета Мустафы Шокая, который был одним из лидеров джадидизма и пантюркизма, был утверждён флаг автономии.
Флаг был из прямоугольного полотнища, состоявший из красной и голубой равновеликих горизонтальных полос, с белым полумесяцем и пятиконечной звездой. Голубой цвет флага символизировал принадлежность основной части населения территории Туркестана к тюркским народам, красный цвет символизировал обновления и революцию. Вся композиция флага, красный цвет, полумесяц и звезда, повторяла композицию флага Турции, которую приверженцы пантюркизма считали своим примером и защитником.

## Преемники

Флаг Туркестанской Автономной Социалистической Советской Республики с 1919 по 1921 год.
Флаг Туркестанской Автономной Социалистической Советской Республики с 1921 по 1924 год.[источник не указан 1199 дней]